# SEX (写真集)
『SEX』は、スティーブン・マイゼルによって撮影されたマドンナの写真集である。ワーナー・ブックスから1992年10月21日に発売された。

## 内容

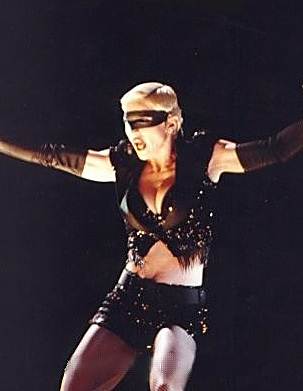
マドンナ（1993年）

写真集は成人向けの内容であり、ヌード、ソフトコアポルノ、性的な行為、同性間性行為を表す写真を特徴とする。更にそれは、論争の的となるBDSM（サデマゾヒズム）とアニリングスの要素を含む。掲載された写真の中には性的ロールプレイ、緊縛、顔面騎乗、青姦、剃毛プレイなども含まれる。
| 写真集に参加したナオミ・キャンベル（左）とトニー・ウォード |  | 写真集に参加したナオミ・キャンベル（左）とトニー・ウォード |
| 写真集に参加したナオミ・キャンベル（左）とトニー・ウォード |  |                                                            |

マドンナと無名のモデルを除く、その他の出演者は俳優のイザベラ・ロッセリーニとウド・キア、ラッパーのビッグ・ダディ・ケインとヴァニラ・アイス、モデルのナオミ・キャンベル、モデルのトニー・ウォード、ゲイ・ポルノスターのジョーイ・ステファノ、ヨーロッパの名士タティアナ・フォン・フュシュテンベリー、ナイトクラブのオーナーのイングリッド・カサーレスなど
。
表紙はメタリックであり、裏表紙は「X」のマークに刻み抜かれてある。

## 制作
マドンナがタイム・ワーナーと6千万ドルのマルチ・メディアの契約を交わしてから最初のプロジェクトであった
撮影はスティーブン・マイゼル。撮影された写真は約2万枚にのぼり、そのうちの475枚が収められている。
はじめ、写真集のタイトルは「X」だったが、スパイク・リーの映画の題名と同名であったため変更になった。バイオレンスや宗教がらみの問題で、マドンナと出版社であるワーナー・ブックスとは対立することもあった。
制作作業は極秘裏に行われた。たとえば、制作に関わった20人は秘密を守る誓約書にサインしている。また、製本を担当したキャラウェイ・エディション社は、プリント作業時に8人のガードマンを警備にあたらせた。

## リリースと反響
世間の「噂」が写真集のリリースより先行した。1992年10月21日に実際に出版され、大きな広告が出た。多くの本屋が写真集を置くことを拒否し、いくつかの組織は本をボイコットしようとした。多くの批判的な批評は『SEX』がマドンナの新しいアルバムの売上を押し上げる様に計算された論争であると考えた評論家によるものだった。出版後、多くの人々が写真集は「行き過ぎ」であると考え、ついには「マドンナへの反発」という現象を生んだ。
論争と否定的な意見をよそに、『SEX』はアメリカで発売当日に15万部を売り、ワシントンポストとニューヨーク・タイムズのベストセラーリストに載った。
3日後には第一版の全150万部が世界中で売り切れた。本屋チェーンのウォールデンブックスはMTVのインタビューで写真集が発売日当日に2万2千部を売ったと述べ、それほど早く本が全て売り切れるのを今まで1度も見たことがないと驚き、『SEX』は最も成功したコーヒーテーブル本になった。
発売された当初、アメリカでは毎週50万部、海外でもほぼ同数が売られた。
マドンナは写真集出版記念パーティをニューヨーク市のインダストリア・スーパースタジオで開いた。彼女はそこにリトル・ボー・ピープ風の服を着て出席した。
日本国内では修正版として『SEX by Madonna』というタイトルで同朋舎出版から発売されたが、男性器が修正されていない輸入版は事実上禁止された。
本は現在絶版となっているが、Bookfinder.comでは2011年時点で最も人々が欲しがる絶版本として扱われている。
2022年には発売から30周年を記念して800ページの再装版と展覧会が開かれた。展覧会にはマドンナ、娘のローデス、写真集に参加したモデルなども訪れた。